# Pendromidae
Pendromidae zijn een familie van weekdieren uit de klasse van de Gastropoda (slakken).

## Taxonomie
De volgende geslachten zijn bij de familie ingedeeld:
- Pendroma Dall, 1927
- Rugulina Palazzi, 1988